# Deutscher Kaiser (Koblenz)

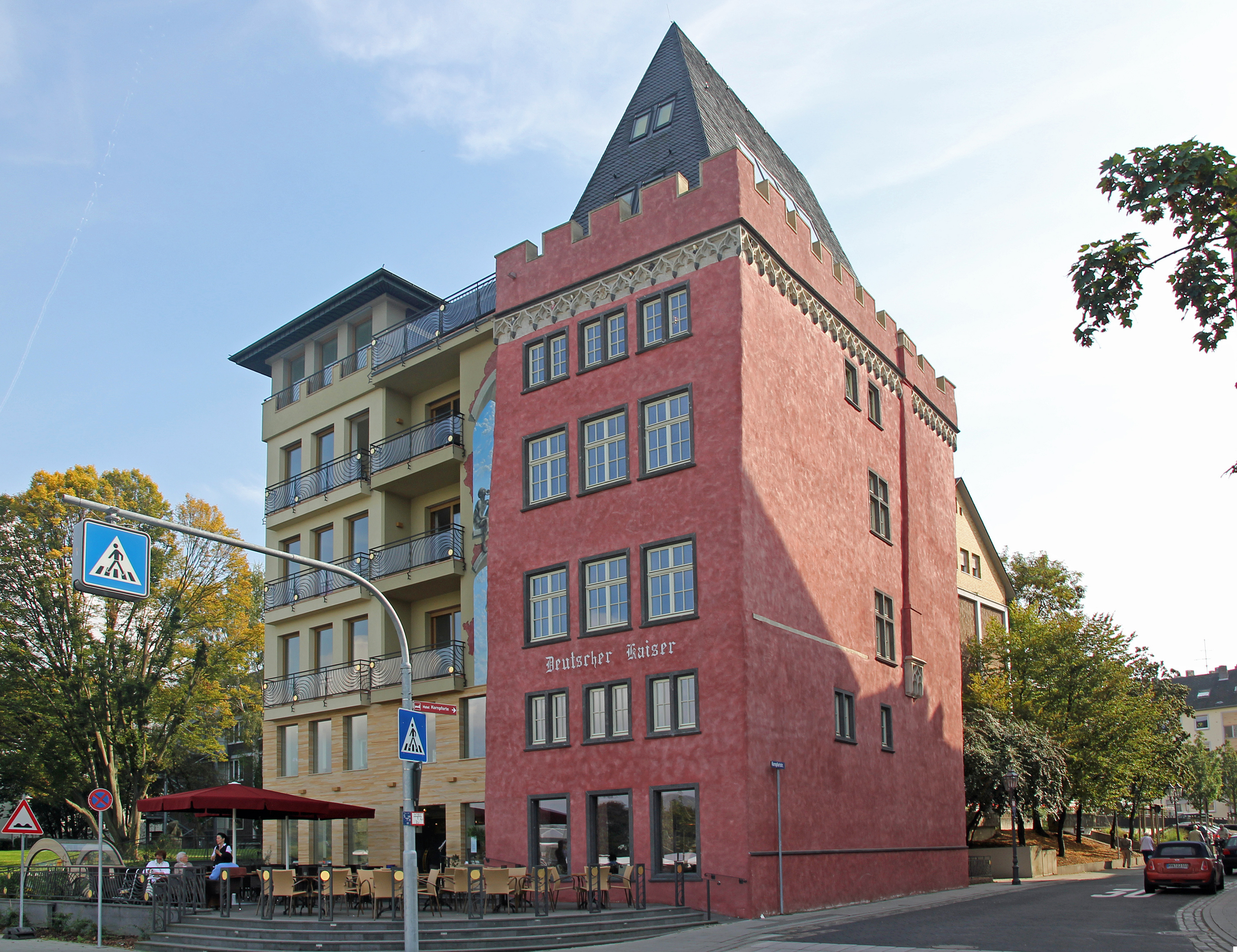
Der Deutsche Kaiser in der Altstadt von Koblenz

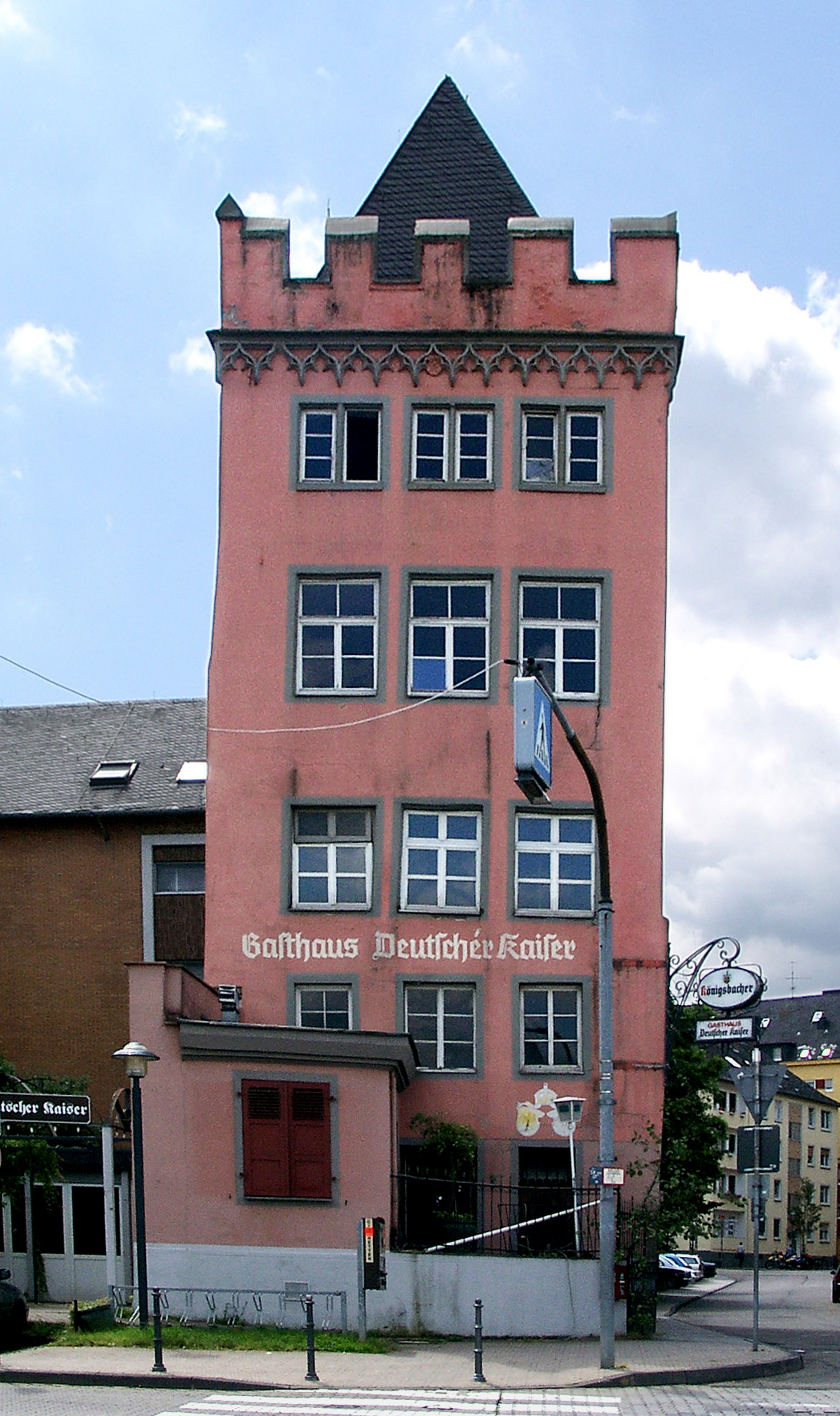
Der Deutsche Kaiser 2004

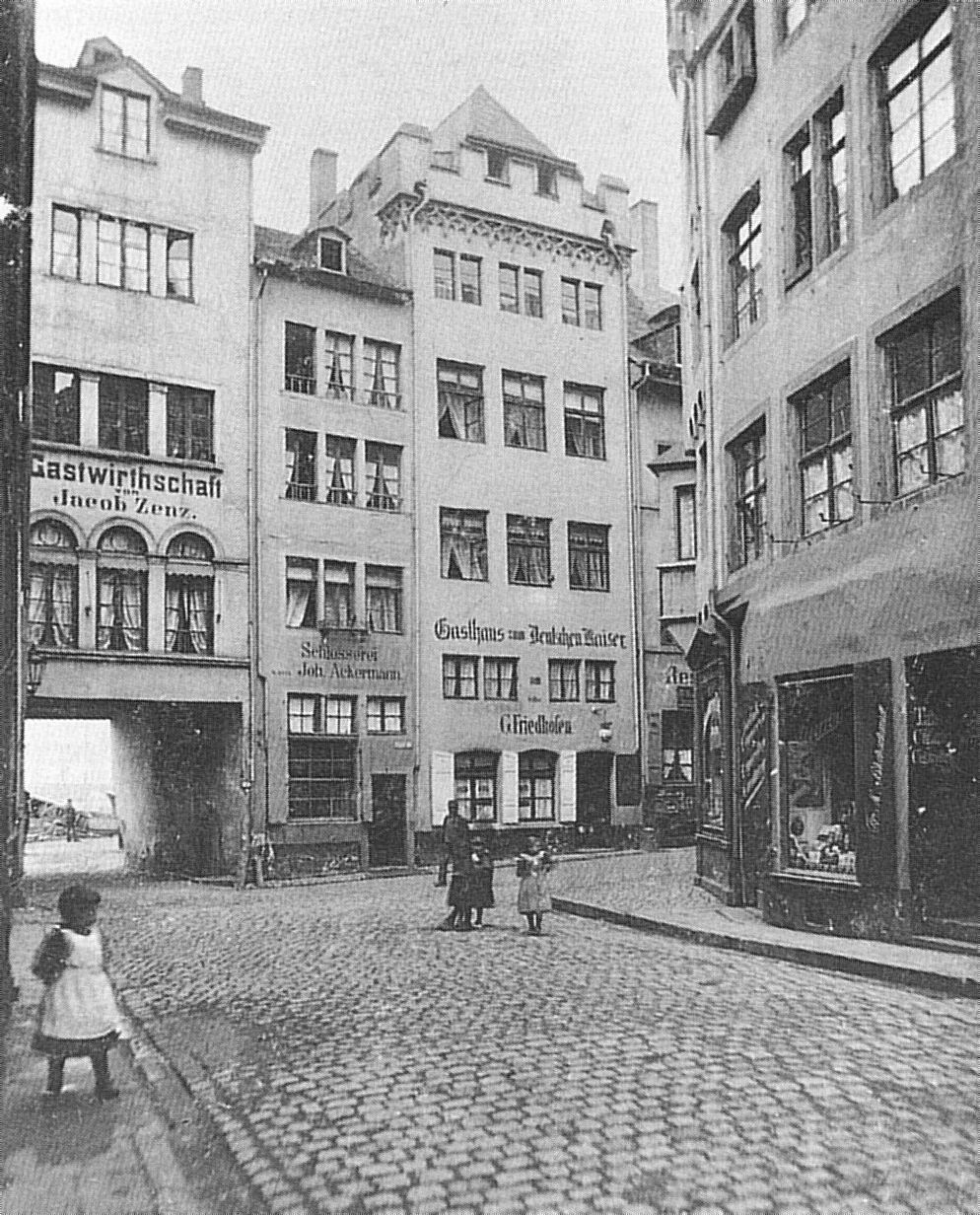
Die Ecke Kornpfort- / Kastorstraße in der Altstadt 1896, in der Mitte das Gasthaus „Zum Deutschen Kaiser“

Der Deutsche Kaiser ist ein spätgotischer Wohnturm in der Altstadt von Koblenz. Das ursprünglich nach seinem Erbauer „Lengenfeldsches Haus“ genannte Gebäude erhielt seinen Namen nach dem später eingezogenen Gasthaus „Zum Deutschen Kaiser“.

## Geschichte
Der Wohnturm wurde um 1490 von dem Koblenzer Schöffen und erzbischöflichen Münzmeister Konrad von Lengenfeld († 1520) erbaut. Die Familie Lengenfeld kam von Frankfurt nach Koblenz und erhielt hier 1486 das Bürgerrecht. Ursprünglich stand das Gebäude an der Stadtmauer in einer Häuserfront am Moselufer neben der Kornpforte. Langjähriger Besitzer war auch die Familie Anethan. Unter Kurfürst Philipp Christoph von Sötern war Johann von Anethan Kanzler. Im 19. Jahrhundert wurde das Gebäude in ein Gasthaus umfunktioniert, nach dessen Namen Zum Deutschen Kaiser es bis heute benannt ist.
Der Wohnturm entging sowohl bei den Beschießungen während der Belagerung von Koblenz 1688 im Pfälzischen Erbfolgekrieg als auch im Zweiten Weltkrieg bei den Luftangriffen auf Koblenz, als einziges Gebäude in der sonst 1944 völlig verwüsteten Kastorstraße, der Zerstörung. Seitdem stand das Gebäude frei.
In den Jahren 2007 bis 2011 wurde der Deutsche Kaiser umfangreich saniert und umgebaut. Zur Stabilisierung wurde dazu an der Ostseite ein weiteres Gebäude angebaut. Nach Fertigstellung des Nachbargebäudes eröffnete am 1. April 2014 im Deutschen Kaiser wieder ein Restaurant.

## Bau
Der Deutsche Kaiser ist ein turmartiges, fünfgeschossiges Wohn- und Geschäftshaus der Spätgotik. Das Wappen des Erbauers Konrad von Lengenfeld findet sich auf einem Schlussstein des Sterngewölbes im südlichen Teil des Erdgeschosses sowie im Bogenfries der Nordfassade. Der aus Schiefer und Tuffstein errichtete Wohnturm erfuhr im 17., 19. und frühen 20. Jahrhundert Veränderungen. Es ist das letzte erhaltene Beispiel für den turmartigen Steinbau des Spätmittelalters in der Koblenzer Altstadt, wie sie ursprünglich vor allem in der Kastorstraße typisch waren, und ist aufgrund seiner exponierten Lage in diesem Bereich stadtbildprägend.

## Denkmalschutz
Der Deutsche Kaiser ist ein geschütztes Kulturdenkmal nach dem Denkmalschutzgesetz (DSchG) und in der Denkmalliste des Landes Rheinland-Pfalz eingetragen. Er liegt in Koblenz-Altstadt in der Kastorstraße 3.
Seit 2002 ist der Deutsche Kaiser Teil des UNESCO-Welterbes Oberes Mittelrheintal.